# Matteo di Cione
Matteo di Cione (ur. ok. 1320–1330 we Florencji, zm. przed 6 maja 1390 tamże) − florencki rzeźbiarz i dostawca marmuru, tworzył w okresie późnego średniowiecza.
Należał do artystycznej rodziny. Jego bracia -  Andrea, Nardo i Jacopo - byli malarzami, rzeźbiarzami i architektami. prowadzili wspólną pracownię artystyczną. Zatrudniani byli we Florencji i innych miastach Italii.
Matteo di Cione rozpoczął naukę w rodzinnym warsztacie 7 lipca 1358. Współpracował najpierw ze swym bratem Andreą przy budowie fasady katedry w Orvieto. Dokumenty wymieniają go jako dostawcę marmury przy budowie katedry florenckiej i Orsanmichele.